# Aartsbisdom Pontianak
Het aartsbisdom Pontianak (Latijn: Archidioecesis Pontianakensis) is een rooms-katholiek aartsbisdom met als zetel Pontianak, hoofdstad van de provincie West-Kalimantan, in Indonesië. De aartsbisschop van Pontianak is metropoliet van de kerkprovincie Pontianak, waartoe ook de suffragane bisdommen Ketapang, Sanggau en Sintang behoren.

## Geschiedenis
Het aartsbisdom werd opgericht op 11 februari 1905, als de apostolische prefectuur Dutch Borneo, uit delen van het apostolisch vicariaat Batavia. Op 13 maart 1918 werd het verheven tot apostolisch vicariaat en op 21 mei 1938 veranderde het van naam naar apostolisch vicariaat Pontianak. Op 3 januari 1961 werd het verheven tot metropolitaan aartsbisdom.
Het verloor meermaals gebied bij de oprichting van de apostolische prefecturen Bandjarmasin (1938), Sintang (1948), Ketapang (1954), Sekadau (1968). Alle prefecten, vicarissen en aartsbisschoppen tot 2014 waren lid van de Kapucijnen (O.F.M. Cap.). 

## Parochies
Het aartsbisdom had in 2021 een oppervlakte van 39.840 km2 en telde 3.233.330 inwoners waarvan 22,4% rooms-katholiek was.

## Ordinarii

### Apostolisch vicarissen
- Jan Pacificus Bos (prefect: 10 april 1905, apostolisch vicaris: 13 maart 1918 - 1933)
- Tarcisius Henricus Josephus van Valenberg (10 december 1934 - 13 juli 1957)

### Aartsbisschoppen
- Herculanus Joannes Maria van der Burgt (apostolisch vicaris: 13 juli 1957, aartsbisschop: 3 januari 1961 - 2 juli 1976)
- Hieronymus Herculanus Bumbun (26 februari 1977 - 3 juni 2014; hulpbisschop sinds 19 december 1975)
- Agustinus Agus (3 juni 2014 - heden)

## Galerij van afbeeldingen

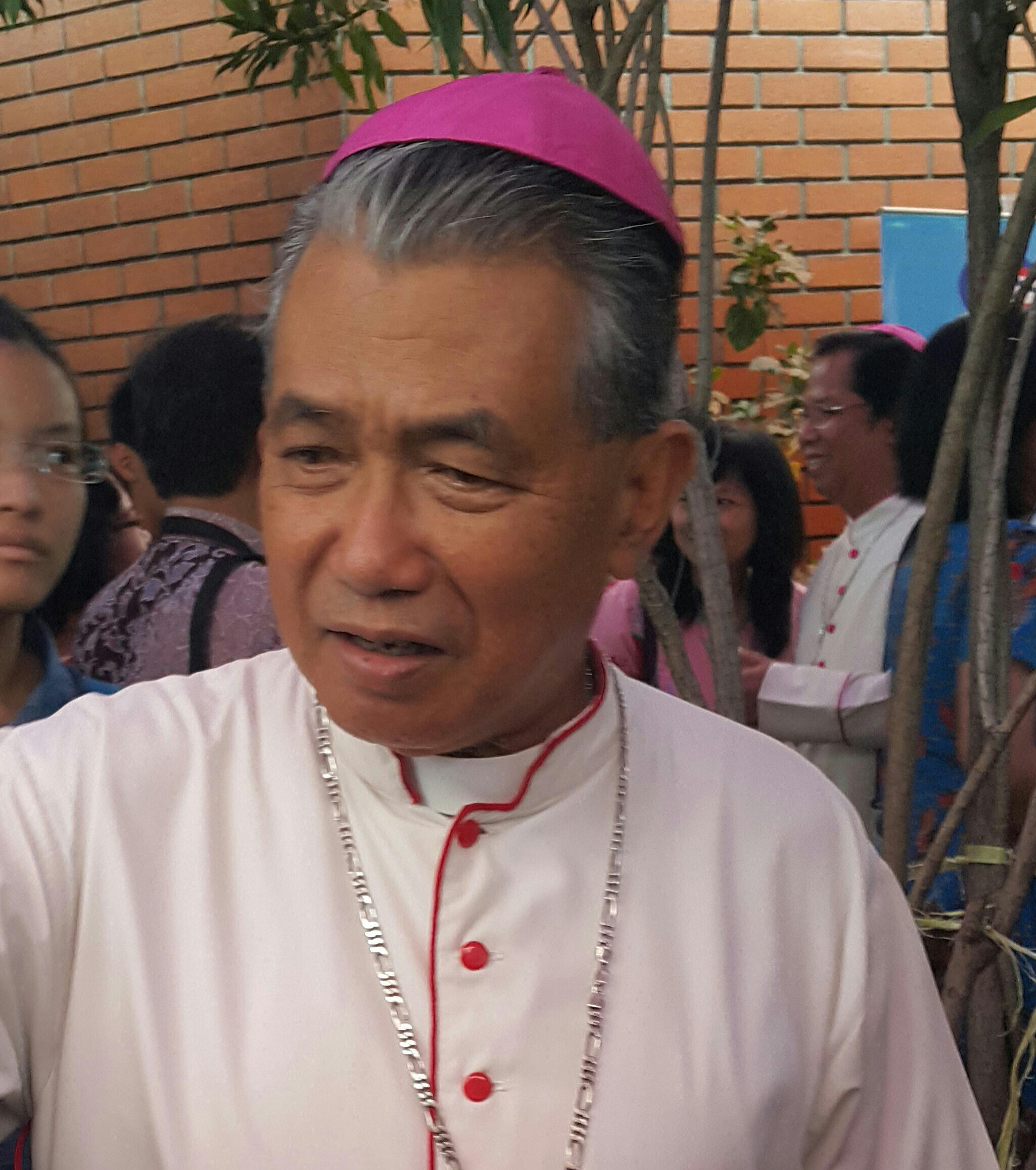
Aartsbisschop Agustinus Agus (2014-heden)
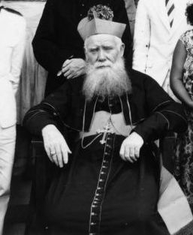
Apostolisch vicaris Jan Pacificus Bos (1905-1933), de eerste prefect en vicaris
Kerkprovincie Pontianak

Pontianak (aartsbisdom) · Ketapang · Sanggau · Sintang